# Krzyż Pamiątkowy Monte Cassino

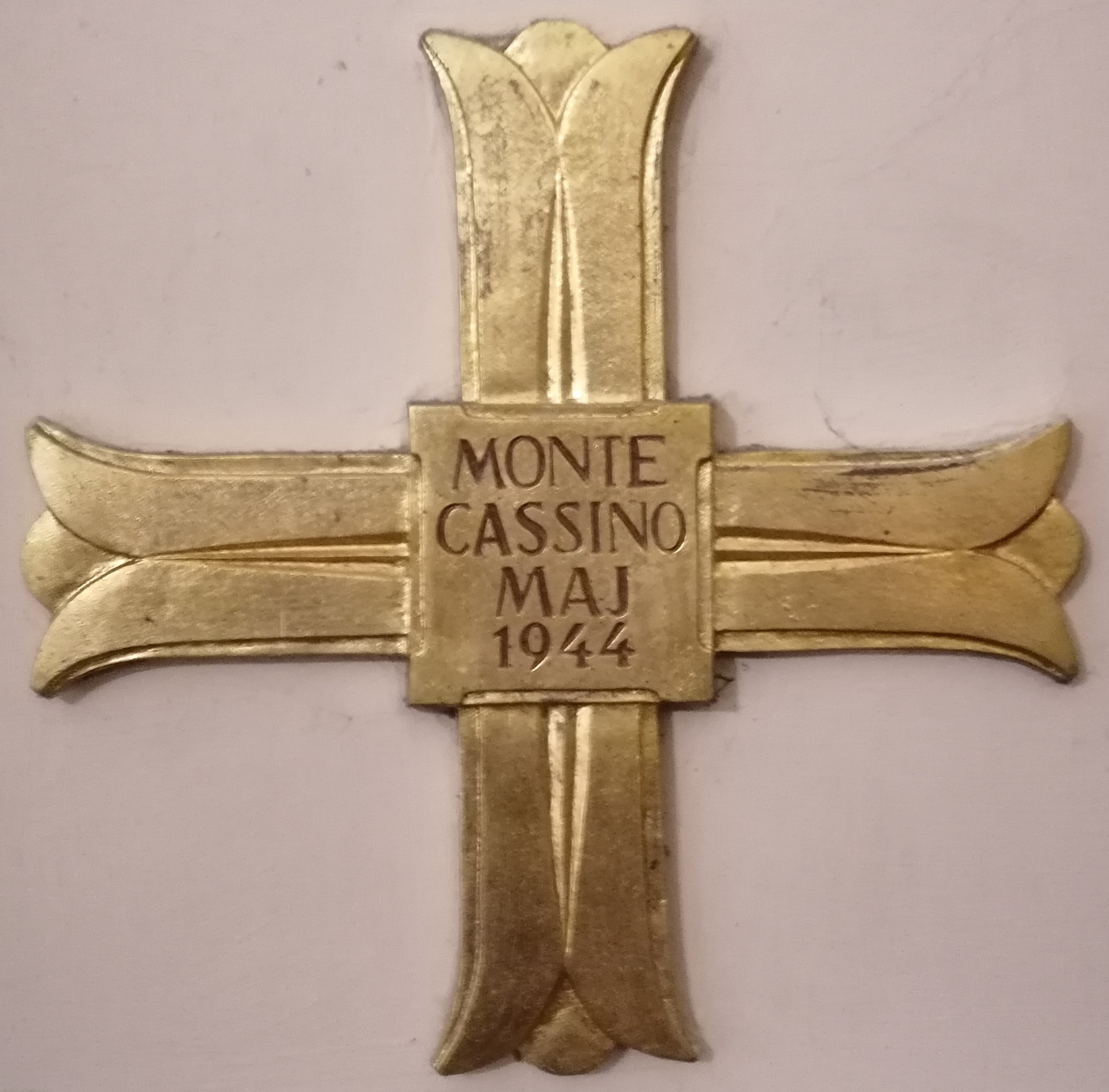
Krzyż jako tablica pamiątkowa w bazylice panewnickiej w Katowicach

Krzyż Pamiątkowy Monte Cassino – polskie odznaczenie wojskowe wprowadzone rozkazem Naczelnego Wodza z dnia 20 listopada 1944 roku jako odznaka pamiątkowa dla żołnierzy 2 Korpusu, uczestniczących w walkach pod Monte Cassino,  celem upamiętnienia czynów oręża polskiego, dokonanych przez żołnierzy 2 Korpusu na ziemi włoskiej, ukoronowanych zdobyciem Monte Cassino.

## Zasady nadawania
Uprawnionymi do otrzymania odznaczenia byli wszyscy żołnierze 2 Korpusu Polskiego, którzy brali udział w walkach o Monte Cassino, Piedimonte i Passo Corno, w okresie od 12 maja do 31 maja 1944 roku, oraz wszyscy żołnierze korpusu ranni na polu bitwy w okresie od 7 kwietnia do 11 maja 1944 roku.
Odznaczenia przyznawane było na podstawie rozkazów personalnych Dowództwa 2 Korpusu, a odznaczony otrzymywał legitymację z numerem, który wybity był na rewersie krzyża.
Łącznie odznaczenie otrzymało według jednych źródeł 48 335 osób, a według innych wyróżniono 48 608 osób, a cofnięto nadania 27 osobom.
Krzyż ten nie został przyjęty do systemu odznaczeń PRL. Dopiero ustawą z dnia 16 października 1992 Krzyż Pamiątkowy Monte Cassino uznano za odznaczenie o charakterze wojskowym w polskim systemie odznaczeń, jednocześnie uznając jego nadawanie za zakończone.

## Opis odznaki
Odznaką Krzyża Pamiątkowego Monte Cassino jest równoramienny krzyż – kształtu Krzyża Świętego Benedykta, wykonany z brązu o wymiarach 40 x 40 mm, ramiona są profilowane. Na awersie pośrodku krzyża umieszczona jest kwadratowa tarcza z napisem MONTE / CASSINO / MAJ / 1944. Na rewersie jest taka sama tarcza z wybitym kolejnym numerem nadania odznaczenia. Krzyż zawieszony jest na wstążce koloru terakota - błękit.
Na baretkę odznaczenia nakłada się dodatkowy metalowy napis „Monte Cassino”.
Interesującym jest fakt, iż Krzyż Monte Cassino był odznaczeniem płatnym co oznaczało, że uhonorowany nim żołnierz musiał za niego zapłacić.  W 15 Pułku Ułanów Poznańskich koszt krzyża wynosił 0,125 funtów egipskich ( podana waluta wynika z ówczesnego miejsca przebywania żołnierzy)